# Луиза Ройс цу Шлайц
Луиза Ройс цу Шлайц (на немски: Luise Reuß zu Schleiz; * 3 юли 1726, Щафелщайн; † 28 май 1773, Рода) е графиня от Ройс-Шлайц и чрез женитби принцеса на Саксония-Гота-Алтенбург.

## Живот
Тя е единствената дъщеря на граф Хайнрих I Ройс-Шлайц (1695 – 1744) и съпругата му графиня Юлиана Доротея Луиза фон Льовенщайн-Вертхайм-Вирнебург (1694 – 1734), дъщеря на граф Евхариус Казимир фон Льовенщайн-Вертхайм-Вирнебург (1668 – 1698) и графиня Юлиана Доротея Луиза фон Лимпург-Гайлсдорф (1677 – 1734). Внучка е на граф Хайнрих XI Ройс-Шлайц (1669 – 1726) и графиня Йохана Доротея фон Татенбах-Гайлсдорф (1673 – 1714).
Луиза се омъжва на 27 май 1743 г. в Шлайц за принц Кристиан Вилхелм фон Саксония-Гота-Алтенбург (* 28 май 1706, Гота; † 19 юли 1748, Рода) от рода на Ернестински Ветини, син на херцог Фридрих II фон Саксония-Гота-Алтенбург (1676 – 1732) и принцеса Магдалена Августа фон Анхалт-Цербст (1679 – 1740). Те нямат деца. Останала вдовица през 1748 г. Луиза се омъжва втори път на 6 януари 1752 г. в Рода за неговия по-голям брат имперския генерал-фелдмаршал принц Йохан Август фон Саксония-Гота-Алтенбург (* 17 февруари 1704, Гота; † 8 май 1767, Рода), шестият син на херцог Фридрих II Магдалена Августа.
Луиза Ройс цу Шлайц умира на 28 май 1773 в Рода на 46 години.

## Деца
Луиза и Йохан Август имат децата:
- Августа Луиза (1752 – 1805), омъжена на 28 ноември 1780 г. в Рода за княз Фридрих Карл фон Шварцбург-Рудолщат (1736 – 1793)
- дъщеря (*/† 1753)
- дъщеря (*/† 1754)
- Луиза (1756 – 1808), омъжена на 1 юни 1775 г. в Гота за велик херцог Фридрих Франц I фон Мекленбур-Шверин (1756 – 1837)